# Xpeng Voyager X2
Der Xpeng Voyager X2 (旅航者X2; Lühangzhe X2) ist ein in Entwicklung befindliches, zweisitziges eVTOL des chinesischen Elektrofahrzeugherstellers Xpeng AeroHT.

## Geschichte
Das Flugauto wurde für den Einsatz in Städten und in niedrigen Höhen konzipiert. Erstmalig vorgestellt wurde das eVTOL auf einer Messe in Shanghai im Juli 2021. Der Jungfernflug des X2 fand im Oktober 2022 in Dubai statt. Zu diesem Zeitpunkt verfügte das Fahrzeug über eine Fluglizenz der dubaiischen Flugsicherheitsbehörde DCAA. Im Januar 2023 erhielt der X2 die Fluggenehmigung der chinesischen Zivilluftfahrtbehörde. Die Serienproduktion soll 2024 aufgenommen werden. Ein Verkaufspreis zwischen 126.000 und 236.000 US-Dollar wird anvisiert.
Xpeng AeroHT bezeichnet den X2 als „Flugauto der 5. Generation“. Die Firma arbeitet parallel an einem „Flugauto der 6. Generation“, dem HT Aero, der ebenfalls 2024 auf den Markt gebracht werden soll.

## Technik
Der X2 ist deutlich für den Einsatz in der Luft ausgelegt. Es verfügt über acht batteriebetriebene Motoren und acht Propeller; gestartet und gelandet wird senkrecht. Die maximale Fluggeschwindigkeit beträgt 130 km/h, die maximale Flugzeit 35 Minuten, die maximale Flughöhe 1000 Meter. Die Karosserie besteht aus Kohlenstofffasern, die Leermasse beträgt 560 kg inklusive Batterien, die maximale Zuladung (Passagiere plus Gepäck) 200 kg. Das Cockpit ist geschlossen. Das zweisitzige Flugauto kann von Hand gesteuert werden, verfügt aber auch über einen Autopiloten. Im Inneren ist Raum für zwei Passagiere sowie „ausreichend“ Gepäck.
Die Fahreigenschaften treten deutlich hinter die Flugeigenschaften zurück. Mit Hilfe von optional montierbaren Rollen nach Art von Möbeltransportrollen kann der X2 auf dem Boden bewegt werden. Die Größe des Fahrzeugs ist dabei so bemessen, dass es in eine Garage oder eine Parklücke passt.